# أبلق مغاربي
الأبلق المغاربي (الاسم العلمي: Oenanthe halophila) هو طائر صغير من فصيلة خطافات الذباب يستوطن يوجد في شمال أفريقيا.
كان الأبلق المغاربي وأبلق بازلت يعتبران سابقًا نُويعتين من الأبلق الحزين، ولكن فُصلا إلى نوعين مستقلين من طرف لجنة الطيور العالمية في عام 2021. 